# Mesostenus funebris
Mesostenus funebris är en stekelart som beskrevs av Johann Ludwig Christian Gravenhorst 1829. Mesostenus funebris ingår i släktet Mesostenus och familjen brokparasitsteklar. Inga underarter finns listade i Catalogue of Life.